# Obléhání Valenciennes (1677)
Obléhání Valenciennes se konalo od 28. února do 17. března 1677 během francouzsko-nizozemské války.
Dne 28. února 1677 francouzská armáda (40 000 vojáků), které velel maršál Luxembourg, definitivně oblehla Valenciennes, pevnostní město v jihozápadním Valonsku, které držela španělská posádka o síle 3 000 vojáků. Dne 4. března navštívil tábor obléhací armády francouzský král, Ludvík XIV. Obléhací práce suverénně vedl francouzský maršál Sébastien Vauban. Během obléhacích prací Francouzi protáhli své zákopy až do blízkosti břehu Šeldy, kde bylo zbudované rohové opevnění. Na radu Vaubana, na rozdíl od dřívější tradice, francouzská armáda nastoupila k útoku během dne. Dne 17. března zlomila útočící francouzská pěchota odpor Španělů, a vedrala se do pevnosti. Po zdařilé francouzské zteči rohové pevnosti rozpoznala posádka, že situace je beznadějná, a kapitulovala. V pevnosti byla ponechána francouzská posádka pod vedením Bardo Magalottiho.
Na základě smluv z Nijmegenu z roku 1678 byla pevnost a město s okolní oblastí trvale začleněna do království Francie. Valenciennes je proto dnes součástí francouzského státu. Obléhání Valenciennes změnilo předchozí praxi brát opevnění útokem v noci - od té doby byli válečníci stejně tak ochotni provádět útoky i v průběhu dne.